# NGC 2609
NGC 2609 est un amas ouvert situé dans la constellation de la Carène. Il a été découvert par l'astronome britannique John Herschel en 1836.